# Els Estats Units contra Billie Holiday
Els Estats Units contra Billie Holiday (títol original en anglès, The United States vs. Billie Holiday) és una pel·lícula de drama biogràfic nord-americana del 2021 sobre la cantant Billie Holiday, basada en el llibre Chasing the Scream: The First and Last Days of the War on Drugs de Johann Hari. Dirigida per Lee Daniels, la pel·lícula és protagonitzada per Andra Day en el paper protagonista, juntament amb Trevante Rhodes, Natasha Lyonne i Garrett Hedlund. Ha estat doblada al català.
Inicialment programada per ser estrenada als cinemes per Paramount Pictures, la pel·lícula es va vendre a Hulu el desembre de 2020 i es va estrenar digitalment als Estats Units el 26 de febrer de 2021. Els Estats Units contra Billie Holiday va rebre crítiques mixtes de la crítica, que va elogiar l'actuació de Day, però va criticar la direcció i el guió com a poc enfocats. Als 78è Premis Globus d’Or, va obtenir nominacions a la millor actriu - Drama cinematogràfic (dia) i a la millor cançó original ("Tigress and Tweed").

## Premissa
A la dècada de 1940, Billie Holiday és objectiu del govern en un esforç per racialitzar la guerra contra les drogues, amb l'objectiu, finalment, d'evitar que cantés la seva controvertida cançó, "Strange Fruit".

## Repartiment
- Andra Day com a Billie Holiday
- Trevante Rhodes com a Jimmy Fletcher
- Natcom aha Lyonne com a Tallulah Bankhead
- Garrett Hedlund com a Harry J. Anslinger
- Miss Lawrence com a Miss Freddy
- Rob Morgan com a Louis McKay
- Da'Vine Joy Randolph com a Roslyn
- Evan Ross com a Sam Williams
- Tyler James Williams com a Lester Young
- Tone Bell com a John Levy (musician)|John Levy
- Erik LaRay Harvey com a Monroe
- Melvin Gregg com a Joe Guy (musician)|Joe Guy
- Dana Gourrier com a Sadie Fagan
- Leslie Jordan com a Reginald Lord Devine

## Producció
El desenvolupament d’un biopic de Billie Holiday es va anunciar el setembre de 2019, amb la direcció de Lee Daniels. El paper titular de Holiday l’interpretarà Andra Day, amb el repartiment de Trevante Rhodes, Garrett Hedlund i Natasha Lyonne. Evan Ross, Dana Gourrier i Erik LaRay Harvey es van afegir al repartiment més tard aquell mateix mes. El càsting addicional es va anunciar a l'octubre. Daniels va vacil·lar inicialment el dia del càsting a causa de la seva experiència interpretativa limitada, però es va convèncer després d'un clip d'iPhone que li va enviar el seu entrenador d'actors.
El rodatge va començar el 6 d’octubre de 2019 a Montreal.

## Difusió
La pel·lícula es va estrenar el 26 de febrer de 2021. El juliol de 2020, Paramount Pictures va adquirir els drets de distribució de la pel·lícula. Originalment estava previst que sortís el 12 de febrer de 2021, però el novembre de 2020 es va traslladar dues setmanes més tard al 26 de febrer de 2021. El desembre de 2020, Hulu va adquirir els drets de distribució de la pel·lícula als Estats Units.

## Recepció

### Resposta crítica
L'agregador de ressenyes Rotten Tomatoes informà que el 58% dels 65 crítics van donar a la pel·lícula una crítica positiva, amb una qualificació mitjana de 5,6/10. El consens dels crítics del lloc web deia: "Tot i que Els Estats Units contra Billie Holiday sovint es mostra tímida per la transcendència del seu tema, l'actuació d'Andra Day ofereix una compensació brillant". A Metacritic, la pel·lícula tingué una puntuació mitjana ponderada de 52 sobre 100, basada en 27 crítics, que indicava "ressenyes mixtes o mitjanes".
David Rooney, de The Hollywood Reporter, va escriure: "Day hipnotitza fins i tot quan el difícil drama biogràfic de Lee Daniels atén tot el mapa amb inconsistències estilístiques i disfuncions narratives, conformant-se amb l'electricitat episòdica en absència d'un sòlid fil conductor. És un embolic, tot i que absorbent, impulsat per una actuació central crua d’indignació continguda, tant dura com vulnerable". Escrivint per a Variety, Owen Gleiberman va elogiar l’actuació de Day i va dir: "En aquest conjunt biogràfic extens, lacerant, però a vegades emocionalment desconcertant durant l’última dècada de la vida de Holiday, Day dona a Billie una veu d’esplendor nacrat que, amb el pas del temps, es torna rasposasament dura, i veiem que li passa el mateix a Billie per dins".
Pete Hammond, escrivint per a Deadline Hollywood, va dir: "Simplement no es pot dir prou sobre el que Day aconsegueix en aquest paper, sobretot en ser una actriu primerenca. Es posa sota la pell de Holiday, donant un retrat cru i honest d'un artista sota coacció, però decidida en la seva creença que pot utilitzar aquest art i talent per fer del món un lloc més just". Peter Bradshaw de The Guardian va donar a la pel·lícula 2 estrelles de 5, escrivint: "La interpretació de Holiday és sincera. Però la direcció i la narració de contes són laborioses, sense el desconsol i la incorrecció de les primeres pel·lícules de Daniels com Precious (2008) i The Paperboy (2012). Un núvol de solemnitat i reverència penja damunt seu, dissipat breument per la mateixa música".

### Reconeixements
| Data                 | Premi                                | Categoria                                | Guanyador/a                                    | Resultat | Ref.   |
| -------------------- | ------------------------------------ | ---------------------------------------- | ---------------------------------------------- | -------- | ------ |
| 7 de març de 2021    | Premis de la Crítica Cinematogràfica | Millor actriu                            | Andra Day                                      | Pendent  | [ 19 ] |
| 7 de març de 2021    | Premis de la Crítica Cinematogràfica | Millor maquillatge i cabell              | Els Estats Units contra Billie Holiday         | Pendent  | [ 19 ] |
| 28 de febrer de 2021 | Premis Globus d'Or                   | Globus d'Or a la millor actriu dramàtica | Andra Day                                      | Pendent  | [ 20 ] |
| 28 de febrer de 2021 | Premis Globus d'Or                   | Globus d'Or a la millor cançó original   | "Tigress & Tweed" (Andra Day & Raphael Saadiq) | Pendent  | [ 20 ] |